# Хекоу
Хекоу (кит. спр. 河口镇, піньїнь: Hékŏu Zhèn) — містечко в південнокитайській провінції Юньнань, адміністративний центр Хекоу-Яоського автономного повіту в Хунхе-Хані-Їській автономній префектурі.

## Географія
Хекоу розташовується на півдні Юньнань-Гуйчжоуського плато, лежить на річці Хонгха.

### Клімат
Містечко знаходиться у зоні, котра характеризується вологим субтропічним кліматом. Найтепліший місяць — червень із середньою температурою 26.7 °C (80 °F). Найхолодніший місяць — січень, із середньою температурою 15 °С (59 °F).
| Клімат Хекоу            | Клімат Хекоу | Клімат Хекоу | Клімат Хекоу | Клімат Хекоу | Клімат Хекоу | Клімат Хекоу | Клімат Хекоу | Клімат Хекоу | Клімат Хекоу | Клімат Хекоу | Клімат Хекоу | Клімат Хекоу | Клімат Хекоу |
| Показник                | Січ.         | Лют.         | Бер.         | Квіт.        | Трав.        | Черв.        | Лип.         | Серп.        | Вер.         | Жовт.        | Лист.        | Груд.        | Рік          |
| Середня температура, °C | 15           | 16           | 20           | 23           | 26           | 27           | 27           | 27           | 25           | 23           | 19           | 16           | 22           |
| Норма опадів, мм        | 25           | 40           | 53           | 119          | 192          | 242          | 300          | 342          | 240          | 123          | 63           | 26           | 1765         |
| ----------------------- | ------------ | ------------ | ------------ | ------------ | ------------ | ------------ | ------------ | ------------ | ------------ | ------------ | ------------ | ------------ | ------------ |
| Джерело: Weatherbase    |              |              |              |              |              |              |              |              |              |              |              |              |              |